# Metaleptina albilinea
Metaleptina albilinea är en fjärilsart som beskrevs av George Francis Hampson 1912. Metaleptina albilinea ingår i släktet Metaleptina och familjen trågspinnare. Inga underarter finns listade i Catalogue of Life.